# Studio Grande
Studio Grande ist eine deutschsprachige Indierock-Band aus Krefeld.

## Geschichte
Die Band ging aus ehemaligen Mitgliedern der Band Birdy Num Nums hervor, namentlich Kai Berner (Gesang/Gitarre) und Peter Günnen (Schlagzeug). Zusätzlich stoß Joachim Uerschels (Bass) zur Gruppe, im Laufe der Jahre wechselte die Besetzung bis auf Kai Berner regelmäßig.
WOM schrieb zum 1999 erschienenen Debütalbum, das den Namen der Band trug: "Völlig unerwartet platzt ein grandioses Debütalbum ins deutsche Musikgeschehen." 2003 folgte der auf Schallplatte sowie CD veröffentlichte Nachfolger "II". Plattentests.de vergab 7 von 10 möglichen Punkten und nannte die Platte "musikalisch betrachtet Balsam für die Seele", kritisierte jedoch, die Texte würden "oftmals weh tun". Gemeinsam mit dem ersten Album von Wir sind Helden kürte die landesweite Ausgabe des Prinz-Magazins die Platte zum "Album des Monats". Das Portal Plattentests.de nennt die Band häufig als Referenz für diverse deutschsprachige Musikgruppen und Musiker. "Lass es uns trotzdem tun" (2010) ist die bislang letzte Veröffentlichung der Band.

## Veröffentlichungen (Alben)
- 1999: Studio Grande (CD, Day-Glo Records/SPV)
- 2003: II (LP + CD, Paul!/Rough Trade)
- 2010: Lass es uns trotzdem tun (CD, RDS/Cargo)